# Eriksbergs nya kyrka
Eriksbergs nya kyrka är en kyrkobyggnad i den östra delen av Herrljunga kommun. Den tillhör sedan 2021 Herrljungabygdens församling (tidigare Eriksbergs församling) i Skara stift.

## Historia
Under slutet av 1800-talet förföll Eriksbergs gamla kyrka allt mer och tankar att bygga en ny församlingskyrka hade funnits sedan tidigare. En rik församlingsmedlem, läderhandlaren Johannes Östergren som dog år 1872, hade testamenterat hela sin förmögenhet till bygget av en ny kyrka i Eriksberg. Testamentet kom dock att ogiltigförklaras och arvet gick till hans systrar som donerade 40 000 kr till bygget av en ny kyrka. Så kom en byggnadskommitté att tillsättas för att ordna med uppförandet av den nya kyrkan. Man hade för avsikt att den stora kyrkan med plats för omkring 700 personer, förutom den i Eriksberg, även skulle ersätta medeltidskyrkorna i Broddarp och Mjäldrunga. Men befolkningen där vägrade att använda Eriksbergs nya kyrka.

## Kyrkobyggnaden

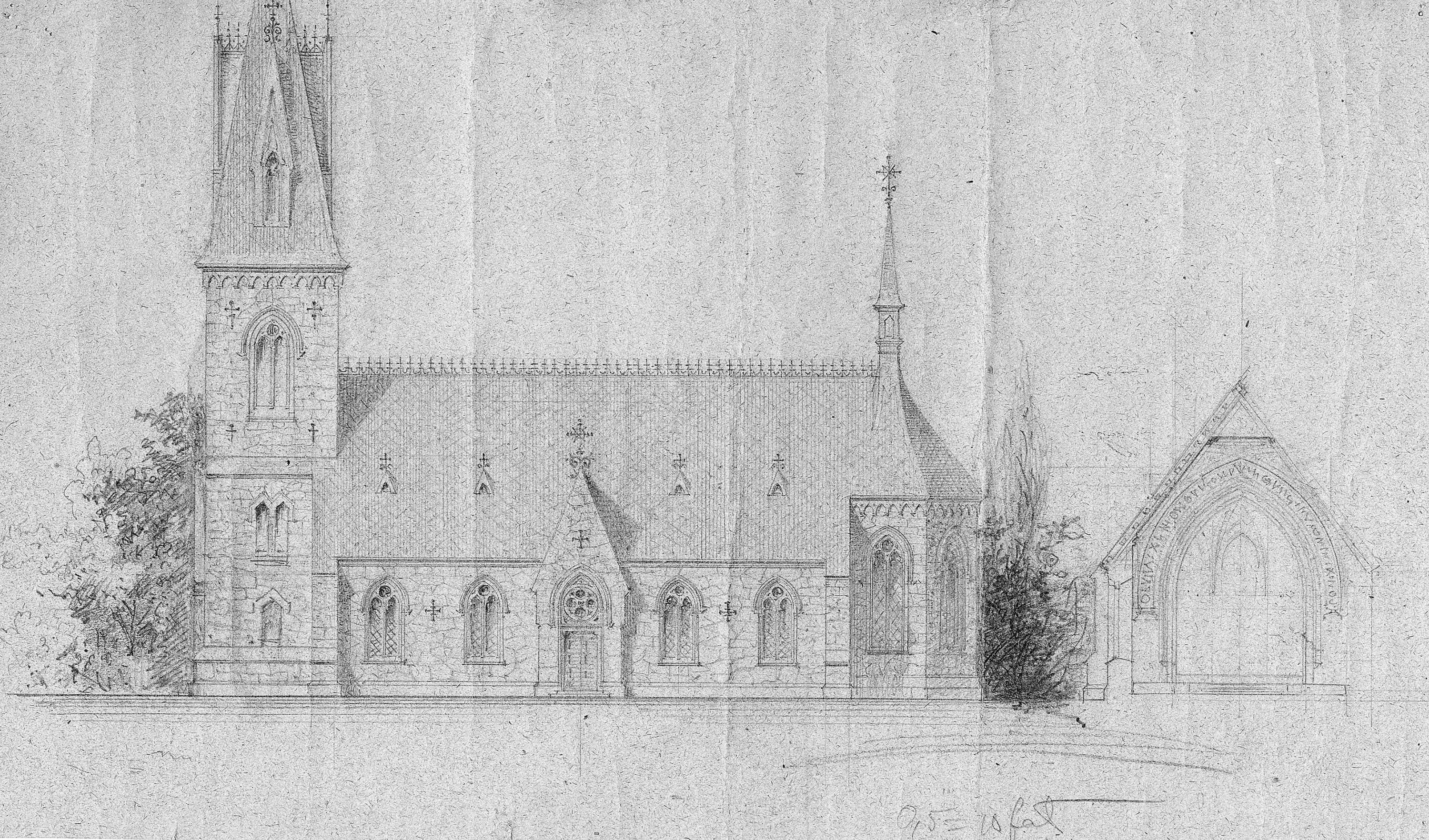
Helgo Zettervalls ritning.

Kyrkan i nygotisk stil uppfördes åren 1883–1885 i kvaderhuggen gnejsblandad rödgranit efter ritningar av arkitekt Helgo Zettervall. Stenkyrkan består av ett 20 meter högt långhus med smalare femsidigt kor i sydost och ett plåttäckt torn i nordväst, som innan det avkortades var 50 meter högt. Sadeltaket är skiffertäckt och prytt med smidesornament. Insidan har slätputsade marmorerade väggar och öppen takstol, mittgången är belagd med kalkstensplattor som leder fram till triumfbågen. Kyrkan har en sedan invigningen 1885 nästan oförändrad nygotisk interiör och är därmed en av mycket få som bevarats från denna epok. Särskilt värdefullt är den bevarade dekorationsmålningen på väggar och tak, bland annat med olika marmoreringar. I absidens valv finns målade himmelsskyar. 
Kyrkan befanns vara dyr och svår att värma upp vintertid, varför man under 1900-talet använde den allt mindre och sedan Eriksbergs gamla kyrka hade restaurerats inte alls. Efter en reparation av taket används kyrkan nu åter under sommarhalvåret.

## Inventarier
- Altartavlan från 1901 återger Kristus och evangelisterna och är utförd av Sven Linderoth
- Två sjuarmade mässingsljustakar på altaret.
- Två mässingsljuskronor över mittgången.
- En kristallkrona över mittgången.
- Som huvudinstrument används ett harmonium i kyrkan.[1][2]